# Nino Cristiani
Nino Cristiani, all'anagrafe Michele Cristiani (Roma, 1926 – Roma, 2 agosto 2018), è stato un direttore della fotografia italiano.

## Biografia
Nino Cristiani ha lavorato coi più importanti nomi del cinema italiano: su tutti Luchino Visconti, Vittorio De Sica, Franco Zeffirelli, Federico Fellini e Antonio Pietrangeli. Ha collaborato anche con celebri registi stranieri come John Huston e Orson Welles.

## Filmografia
- Gli ultimi giorni di Pompei, regia di Marcel L'Herbier e Paolo Moffa (1950)
- Domani è un altro giorno, regia di Léonide Moguy (1951)
- Miracolo a Milano, regia di Vittorio De Sica (1951)
- Umberto D., regia di Vittorio De Sica (1952)
- Tre storie proibite, regia di Augusto Genina (1952)
- Otello (The Tragedy of Othello: The Moor of Venice), regia di Orson Welles (1952)
- Stazione Termini, regia di Vittorio De Sica (1953)
- La provinciale, regia di Mario Soldati (1953)
- Senso, regia di Luchino Visconti (1954)
- Pane, amore e..., regia di Dino Risi (1955)
- Montecarlo, regia di Sam Taylor (1956)
- Le notti bianche, regia di Luchino Visconti (1957)
- Il ragazzo sul delfino (1957) di Jean Negulesco
- Anna di Brooklyn, regia di Vittorio De Sica (1958)
- Policarpo, ufficiale di scrittura, regia di Mario Soldati (1959)
- La grande guerra, regia di Mario Monicelli (1959)
- La maja desnuda (The Naked Maja), regia di Henry Koster (1959)
- Ben-Hur, regia di William Wyler (1959)
- Rocco e i suoi fratelli, regia di Luchino Visconti (1960)
- Il gobbo, regia di Carlo Lizzani (1960)
- Jovanka e le altre (5 Branded Women), regia di Martin Ritt (1960)
- Fantasmi a Roma, regia di Antonio Pietrangeli (1961)
- Il lavoro, episodio di Boccaccio 70, regia di Luchino Visconti (1962)
- Il Gattopardo, regia di Luchino Visconti (1963)
- Matrimonio all'italiana, regia di Vittorio De Sica (1964)
- Senza sole né luna, regia di Luciano Ricci (1964)
- Il magnifico cornuto, regia di Antonio Pietrangeli (1964)
- Vaghe stelle dell'Orsa, regi di Luchino Visconti (1965)
- Io la conoscevo bene, regia di Antonio Pietrangeli (1965)
- La Bibbia (The Bible: in the beginning...), regia di John Huston (1966)
- La strega bruciata viva, episodio de Le streghe, regia di Luchino Visconti (1966)
- Riflessi in un occhio d'oro (Reflections in a Golden Eye), regia di John Huston (1967)
- La bisbetica domata, regia di Franco Zeffirelli (1967)
- Barbarella, regia di Roger Vadim (1967)
- Toby Dammit, episodio di Tre passi nel delirio, regia di Federico Fellini (1968)
- La caduta degli dei, regia di Luchino Visconti (1969)
- Barbagia, regia di Carlo Lizzani (1969)
- Come, quando, perché, regia di Antonio Pietrangeli (1969)
- Porcile, regia di Pier Paolo Pasolini (1969)
- Scipione detto anche l'Africano, regia di Luigi Magni (1970)
- Morte a Venezia, regia di Luchino Visconti (1971)
- Waterloo, regia di Sergej Bondarchuk (1971)
- Fratello sole, sorella luna, regia di Franco Zeffirelli (1972)
- Roma, regia di Federico Fellini (1972)
- Amarcord, regia di Federico Fellini (1973)
- Ludwig, regia di Luchino Visconti (1973)
- Paolo il caldo, regia di Marco Vicario (1973)
- Gruppo di famiglia in un interno, regia di Luchino Visconti (1974)
- Pane e cioccolata, regia di Franco Brusati (1974)
- ..altrimenti ci arrabbiamo!, regia di Marcello Fondato (1974)
- A mezzanotte va la ronda del piacere, regia di Marcello Fondato (1975)
- Natale in casa d'appuntamento, regia di Armando Nannuzzi (1976)
- Al di là del bene e del male, regia di Liliana Cavani (1977)
- Gesù di Nazareth, regia di Franco Zeffirelli (1977)
- Il vizietto, regia di Édouard Molinaro (1978)
- Ritratto di borghesia in nero, regia di Tonino Cervi (1978)
- Il malato immaginario, regia di Tonino Cervi (1979)
- Il lupo e l'agnello, regia di Francesco Massaro (1980)
- La pelle, regia di Liliana Cavani (1981)
- Oltre la porta, regia di Liliana Cavani (1982)
- Pagliacci, regia di Franco Zeffirelli (1982)
- Cavalleria Rusticana (1982) di Franco Zeffirelli
- Il mondo nuovo, regia di Ettore Scola (1982)
- La traviata, regia di Franco Zeffirelli (1983)
- Pianoforte, regia di Francesca Comencini (1984)
- Dagobert (Le bon roi Dagobert), regia di Dino Risi (1984)
- C'era una volta in America (Once Upon a Time in America), regia di Sergio Leone (1984)
- La donna delle meraviglie, regia di Alberto Bevilacqua (1985)
- La vera storia della rivoluzione francese (Liberté, égalité, choucroute), regia di Jean Yanne (1985)
- Il giorno prima, regia di Giuliano Montaldo (1986)
- Otello, regia di Franco Zeffirelli (1986)
- Sahara, regia di Andrew V. McLaglen (1986)
- I picari, regia di Mario Monicelli (1987)
- Occhiali d'oro, regia di Giuliano Montaldo (1987)
- La bohème, regi di Luigi Comencini (1988)
- Il giovane Toscanini, regia di Franco Zeffirelli (1988)
- Mamma Lucia (The Fortunate Pilgrim), regia di Stuart Cooper (1988)
- Buon Natale... buon anno, regia di Luigi Comencini (1989)
- L'avaro, regia di Tonino Cervi (1990)
- Atto di dolore, regia di Pasquale Squitieri (1990)
- Storia di una capinera, regia di Franco Zeffirelli (1993)